# Speyer
Speyer (do 1825 tudi Spires, staro slovensko ime Špir)  je mesto v Porenju - Pfalški v Nemčiji, s približno 50.000 prebivalci. Nahaja se ob reki Ren, 25 km južno od Ludwigshafna in Mannheima. Ustanovili so ga Rimljani in je eno od najstarejših nemških mest. Prvi znani imeni sta bili Noviomagus in Civitas Nemetum - glavno mesto tevtonskega plemena Nemetes, ki so se naselili na tem območju. Okoli leta 500 se je ime Spira prvič pojavilo v pisnih dokumentih. Spire, Spira in Espira so še imena, ki so se uporabljala za Speyer v francoskem, italijanskem in španskem jeziku.
Speyer obvladuje stolnica, številne cerkve in Altpörtel (Stara vrata). V stolnici, pod oltarjem, so grobnice osmih Svetih rimskih cesarjev in nemških kraljev.
Stolnica v Speyerju je največja ohranjena romanska cerkev na svetu in je od leta 1981 na Unescovem seznamu  svetovne dediščine.

## Geografija
Speyer je mesto z delnimi funkcijami regionalnega centra in je del metropolitanske regije Porenje-Neckar z Ludwigshafnom, Mannheimom in Heidelbergom kot centrom. Mesto se nahaja v Zgornji dolini Rena ob izlivu Speyerbacha v Ren, približno 20 km južno od Ludwigshafen / Mannheima in 34 km severno od Karlsruheja.
Ren predstavlja vzhodno mejo mesta in istočasno mejo med Porenjem - Pfalško in Baden-Württemberg. To se zgodi pri rečnem kilometru 393,8 v okrožju Speyer in ga 9,2 kilometra kasneje zapusti. Ob starih meandrih Rena, ki je sicer reguliran, so južno od mesta in naprej proti severu poplavne in vodne površine zaščitene po direktivi o habitatih iz leta 1992 v skladu z evropsko zakonodajo. V dolini Rena severozahodno od mestnih meja, v nanosih peska in gramoza nastajajo številna jezera.

### Okrožja
Mesto je razdeljeno na pet okrožij:
- Center mesta Speyer s starim mestnim jedrom: ustreza površini, ki je bila obdana s srednjeveškim mestnim obzidjem. Zaradi popolnega uničenja leta 1689, se je mesto počasi obnavljalo, in po letu 1850 spet naselilo to področje.
- Speyer-jug leži na spodnji terasi.
- Speyer-zahod leži na zgornji terasi in je v srednjem veku ljudem služil za vrtove in njive.
- Speyer-sever, stanovanjsko naselje zgrajeno po letu 1932.
- Speyer-vzhod leži med starim mestnim jedrom in Eselsdamm (Oslovski jez), včasih je bilo mesto ribičev.

Speyer-jugozahod je posebno območje, kjer se nahaja samostan, izobraževalne inštitucije in inštituti, bolnišnica ter prostor za šport in rekreacijo.

### Rečne terase
Do njegove ureditve in izravnave v začetku 19. stoletja je Ren meandriral v po dolini v neštetih zankah in okljukih in spreminjal v tisočletjih svoj potek. Tudi po regulaciji so za reko Ren značilne številne obstoječe ali ponovno izkopane gramoznice. Potek stare struge je še vedno mogoče rekonstruirati po vegetaciji in terasah.
Urbano območje Speyerja leži v dolini Rena na približno 93 do 113 m nadmorske višine na aluvialnih in holocenskih sedimentih.
Gozd Forlenwald (102-110 m nad morjem) severozahodno od mesta, je najvzhodnejši del gozdov v Speyerju, sestavljen iz (velikih dreves) 76% borovcev, 7% bukev, 4% hrasta, 3% robinije, breze, rdečega hrasta in 2% drugih dreves na s hranili revnih diluvialnih tleh in sipinah.
Pomen Speyerja in njegove topografsko ugodne lokacije na rečnih terasah je bil pomemben razlog za ustanovitev posebne merilne mreže, ki je služila kot podlaga za načrtovanje regulacije Rena leta 1805. Pod velikim vojvodom iz Badena, je glavni inženir Johann Gottfried Tulla leta 1819 določil natančno osnovno linijo med Speyerjem in Oggersheim, z astronomsko orientirano mrežo iz enega od 72 metrov visokih stolpov stolnice v Speyerju in observatorijem v Mannheimu.

### Klima
Zaradi svoje lokacije v Zgornjem Porenju je Speyer eno najtoplejših in najbolj sušnih območij v Nemčiji. Povprečna letna temperatura je 9,8 °C, v času vegetacije 16,9 °C, povprečna količina padavin je 596 mm (1931-1960 postaja Speyer), od tega 314 mm v času vegetacije. Število poletnih dni z več kot 25 °C je v povprečju 40 dni na leto. Nevihte se pojavljajo v povprečju 20-25 dni, sneženje v 20 dneh, sneg obleži 20 dni. Prevladujoče smeri vetra, so jugozahodno in severovzhodno. Število sončnih ur je precej nad povprečjem v poletnih mesecih, v zimskem času, zaradi pogostih temperaturnih inverzij podpovprečno. Zaradi inverzne plasti in hude poletne vročine, velja vreme v Speyerju kot bioklimatsko stresno.

## Zgodovina

### Časovnica
- Leta 10 pred našim štetjem, je prvi rimski vojaški tabor sedež (ki se nahaja med staro mestno hišo in škofovske palače).
- Leta 150 je mesto videti kot Noviomagus na svetovnem zemljevidu grškega Ptolemaios
- V 346, je škof za mesto omenja prvič.
- Leta 1030, cesar Conrad II se začne z gradnjo Speyer stolnice, ki je danes eno od Unescovih spomenikov.
- Leta 1076 je cesar Henrik IV začenja od Speyer, njegov najljubši mesta, za Canossa.
- Leta 1084, vzpostavitev prve judovske skupnosti v Speyer
- Leta 1294, škof izgubil večino svojih prejšnjih pravic, in od zdaj naprej Speyer je prosti Imperial Mesto Svetega rimskega cesarstva.
- Leta 1349, je judovska skupnost Speyer popolnoma izničil
- Med letoma 1527 in 1689, Speyer je sedež cesarskega zbora (Reichstag).
- Leta 1526 je na državnem zboru v Speyer (1526), ki je vmesni toleriranje luteranska poučevanja in čaščenja odredil.
- Leta 1529 je na državnem zboru v Speyer (1529), luteranske stanja imperija protestirali proti anti-reformacijskih resolucij (19. april 1529 Protest v Speyer, zato je čas protestantizma.)
- Leta 1635, maršal Francije Urbain Maille osvojil Heidelberg tudi Speyer, skupaj z Jacques-Nompar de Caumont, duc de la Force, na čelu vojske Nemčije.
- Leta 1689 je bilo mesto močno poškodovana francoskih vojakov.
- Med letoma 1792 in 1814 je bil Speyer pod francosko sodno pristojnost.
- Leta 1816, Speyer postal sedež uprave Pfalško in vlado Porenje District Bavarske (kasneje imenovan bavarski Pfalško) in tako ostal do konca druge svetovne vojne.
- Med letoma 1883 in 1904, je spominska cerkev zgrajena v spomin na Protest leta 1529.
- Leta 1947 je država akademija upravne znanosti utemeljen (kasneje preimenovana v nemško univerzo za upravne vede Speyer).
- Leta 1990, Speyer praznoval 2000. obletnico

### Antika in srednji vek
Številne najdbe iz mlajše kamene dobe, bronaste dobe, hallstatskega in latenskega obdobja kažejo, da so bile terase v Speyerju, zlasti manjša terasa na jezik blizu Rena, vedno zanimive za naselitev. V drugem tisočletju pred našim štetjem je bilo območje Speyer naseljeno s keltskimi Mediomatrici.
Po podrejanju Galije, so Rimljani leta 50 pr. n. št. prečkali Ren. Leta 10 pr. n. št. so verjetno že zgradili tabor za 500 vojakov. Ta rimska vojaška postojanka postala spodbuda za nastanek mesta. Leta 150 je bilo mesto znano pod keltskim imenom Noviomagus na zemljevidu sveta Ptolemejskih Grkov. Isto ime je v Itinerarium Antonini (Antoninov itinerar), ki je vodnik iz časa Karakala (211-217) in na Tabula Peutingeriana , cestna karta iz 3. stoletja. Od leta 260 so, v okviru Velike selitve narodov, nenehni napadi Alemanov na Limes, ki je bil meja rimskega cesarstva, le-te prisilili da so se umaknili čez Ren in Speyer je postal obmejno mesto. V 4. stoletju bil v Speyer postavljen prvi škof. V letu 406 so ga zasedali Svebi, Vandali in sarmatski Alani, tudi Huni so prečkali Ren in šli v notranjo Galijo preko Speyerja. Bogat, tako imenovan "Prinčev grob", ki so ga našli na desnem bregu Altlußheim, približno štiri kilometre od Speyerja, priča o prisotnosti Alano-Sarmatov, Hunov ali vzhodnih germanov. 
V bitki pri Zülpichu 496/497 in drugi bitki leta 505 ao Franki pod Klodvikom I. premagali Alemane in Speyer je postal del frankovskega kraljestva. Tako se je Speyer spet priključil galsko-romanski kulturi. V okviru reorganizacije uprave so romanizirani uradniki in škofi prišli na Ren iz južne Galije. Tudi pri upravnih enotah francozi ohranijo večino predhodnikov. Nova enota Speyergau je ustrezala približno civitas Nemetum. Prvič ga z imenom Spira Alemani uvedejo v Notitia Galliarum v 6. stoletju. Od 7. stoletja dalje je Speyer spet škofija.
Cesar Oton Veliki je dal leta 969 škofovski cerkvi Imunski privilegij na njihovo jurisdikcijo in nadzor nad denarjem in carino. Od 1030 cesar Konrad II. Nemški začne gradbena dela za stolnico v Speyerju.
V 11. stoletju so naselili, na pobudo škofa Rüdigerja Huzmannsa, v Speyer eno izmed prvih judovskih skupnosti v Svetem rimskem cesarstvu. Speyer velja za enega rojstnih krajev kulture Aškenazi, poleg drugih dveh SCHUM-mest Worms in Mainz. 
Na dan pogreba svojega očeta v stolnici v Speyerju v letu 1111, je Henrik V. Nemški podelil mestu vse mestne pravice. Kot prvo mesto v Nemčiji je državljanom dodelilo Große Freiheitsbrief- osebne svoboščine. Skupaj s podobo pisma je bila nameščena zlatimi črkami nad vhodom v stolnico, kjer se je kasneje izgubila v okviru poznejše poškodbe.
Za 13. stoletje je bila v Speyer značilna razprava o mestnih pravicah. Druga polovica je bila priča nasilnim sporom med mestom in škofom, še posebej s kapitljem, ki se je razvil dejansko v nasprotno stranko državljanom. V sredini tega stoletja se prvič kaže, da obstaja v Speyerju "javna lastnina" v obliki mestnega zemljišča.
V 14. stoletju igra generalis discordia, razprava med državljani in duhovščino, le manjšo vlogo. V wittelbach-habsburškem sporu za prestol je bil Speyer spet v središču nacionalne politike. Vnel se je boj za oblast med kovnico in cehi. Odrekli so jim posebne pravice, ki so jih imeli do leta 1349 in uveljavljali načelo čistih pravil ceha. Od tega trenutka dalje so se uveljavi kot ceh in so bili samo skupina od 14 drugih cehov. 

### Mestni statut in parlament
V drugi polovici 14. stoletja je postalo očitno, da se škofje v Speyerju nikoli niso odrekel svojim pravicam. Da bi zastopal njihove interese, so dobili podporo cesarja Karla IV., in še posebej Renskega palatinata, ker naj se mesto ne bi več v celoti zanašalo na podporo cesarja.
Leta 1434 je prišel z Ludvikom III. Pfalškim zaščitni ščit in pogodba za deset let obstoja. Od leta 1439 je bila regija ogrožena od Armagnakov, francoskih plačancev, odpuščenih iz službe. Leta 1439 je med Speyerjem, Mainzom, Wormsom in Strasbourgom nastala aliansa, ki je predvidevala ustanovitev vojske 100 glefov (najmanjša enote konjenice), tako 30 v Mainzu in Strasbourgu in 20 Worms in Speyerju. Verjetno zaradi zunanje nevarnosti sta se mesto in duhovščina zbližali. 1459-1462 je Speyer moral znova sodelovati v oboroženih spopadih, tokrat v Pfalški vojni med Mainzenško škofijo Mainzenškimi volivci.
Matthias von Rammung je v 1464 prevzel v Speyerju škofov urad, ki se je zavezal za razvoj ali ponovno pridobitev pooblastil cerkve. Mesto je leta 1465 prišlo brez krivde navskriž s cerkvijo, sklicujoč se na ukaz cesarskega zbora državljanu zoper škofa in njegove pravice. 1470/71 je Speyer spet prišel v situacijo, ko so morali s trudom zadržati nevtralno držo. Spet je prišel elektor Frederik I. navskriž s cesarjem, zaradi mesta in samostana Weißenburg in posesti, ob izbruhu spopadov sta oba zahtevala vojaško pomoč Speyerja.
V prvi polovici 16. stoletja je Speyer postal središče nemške zgodovine. Pomen mesta v tem času pa postane jasen, saj poteka več kot 50 skupščin izbranih knezov Svetega rimskega cesarstva znotraj zidov in 30 splošnih skupščin, ki so obstajali v tem stoletju, pet v Speyerju. 
1525 so območje ob Renu zajeli kmečki upori, ki so dosegli škofijo v Speyerju 20. aprila. Vstaja je bila usmerjena predvsem proti cerkveni lastnini in nasprotovanju desetini, obrestim in zakupninam za zemljišča. 30. aprila so načrtovali naskok na Speyer in so pričakovali tudi podporo mesta. Državljani so ostali nezainteresirani. Rezultat je bil potek nekaj skupščin v mestu.

### Novejša in moderna doba
V letih med 1530-1620 je bilo v mestu razmeroma mirno. Kljub temu nesreče niso počivale. V letih 1539, 1542, 1555 in 1574 so prišle epidemije kuge. Šmalkaldenska vojna leta 1546 ni imela neposrednega vpliva na Speyer.
Leta 1612 se je po desetih letih dela, pojavila v prvi izdaji kronika  Chronica der freien Reichsstadt Speier Christopha Lehmanna. Delo je bilo zelo priljubljen, saj je prav podrobno obravnavalo cesarsko zgodovino in doživelo v naslednjem stoletju štiri izdaje. Leta 1618 je Pfalz-Badenska vojska porušila del škofovskega gradu, ki so ga kmalu obnovili.
V viharni tridesetletni vojni (1618-1648) so obzidano mesto komaj obranili. Mesto je imelo nenehno vlogo zatočišča, bolnišnice, dobavne postaje in / ali vojaškega taborišča. Hitro so se menjavali Španci, Švedi, francozi in cesarske čete. Leta 1650 je zadnji vojak zapustil mesto, ostale so obveznosti, lakota in bolezni.
Leta 1689 je prišla Devetletna vojna - pfalška nasledstvena vojna (1689-97) in Francozi so, z izjemo stolnice, Speyer uničili in zažgali.
Leta 1792 so francoske revolucionarne enote osvojile Speyer. Osvobodilna vojna proti Napoleonu in reorganizacija evropskih držav na dunajskem kongresu leta 1815 je spet prinesla spremembo v razmerju moči v Pfalzu. Za nekaj ur je bil Speyer spet v središču pozornosti nacionalnih politik, saj so se 27. junija 1815 v mestu srečali car Aleksander Ruski, cesar Franc I. Avstrijski in pruski kralj Friderik William III. 1816 Speyer postane prestolnica okrožja v obdobju tako imenovanega Rheinkreises. To je bil rezultat kongresa na Dunaju, ko je Kraljevina Bavarska odstopila Avstriji Salzburg. Okraj (Kreis) Pfalško je od 1. januarja 1838 nadomestilo okrožje Ren.
Leta 1837 je bila širitev pristanišča zaključena. Speyer je leta 1847 dobil povezavo z nemškim železniškim omrežjem. Nastala je med drugim socialna in dobrodelna ustanova ( Arbeits- und Bildungsanstalt für Mädchen, Wohltätigkeitsverein der jüdischen Gemeinde und ein Hospital). Zgradili  in osnovali so različne klube: za gimnastiko, glasbo in petje. Do leta 1918 je bil Speyer sedež garnizije 2. inženirskega bataljona bavarske vojske. V Speyerju je bila od leta 1913 Pfalz Flugzeugwerke. Razvita v prvi svetovni vojni v večjo nemško tovarno orožja.
Ob koncu prve svetovne vojne in okupaciji levega brega Rena se je v Speyer leta 1918 spet naselila francoska vojska. Francija zasedla velik del Nemčije zahodno od Rena. V začetku poletja 1919 v Speyerju izvedejo državni udar za poskus avtonomije Pfalza. Po nekaj urah je bil boj zaključen, saj je bil slabo pripravljen. 
Leta 1930 so francoske okupacije sile zapustile mesto.
Zaseg moči in "Gleichschaltung", ki so ga izvedli nacisti leta 1933 je potekalo tudi v Speyer. Sinagoga je bila požgana 9. novembra 1938 (na noč znan kot Kristalna noč) in popolnoma odstranjena. Ob začetku "tisočletnega rajha" je bilo judovsko prebivalstvo še enkrat izgnano iz Speyerja in večina od njih je bila ubitih. Speyer se je izognil velikemu bombardiranju v drugi svetovni vojni; je eden redkih, kjer so bombe na mestu uničile železniško postajo. Speyer je zasedla ameriška vojska, vendar je še prej most čez Ren razstrelila umikajoča nemška vojska. Do ustanovitve Zvezne republike Nemčije leta 1949, je bila v Speyerju francoska okupacijska cona in še enkrat so mestu vladali Francozi. General Charles de Gaulle je vodil vojaško parado pred stolnico. Z ustanovitvijo Zvezne republike Nemčije 30. avgusta 1946 je Speyer postal del nove zvezne dežele Porenje - Pfalška (Rheinland-Pfalz).
Leta 1047 je bila ustanovljena današnja univerza German University of Administrative Sciences Speyer.
V gospodarskem vzponu leta 1950 in 1960 se je Speyer precej razširil: zgrajene so bile nove stanovanjske in poslovne površine, šole, upravne stavbe in bolnišnice. Po obširni razpravi, je bila glavna ulica (Maximilianstraße) skupaj z nekaj manjšimi stranskimi ulicami spremenjena v cono za pešce.
Za 2000-letno praznovanje mesta v letu 1990 so glavno ulico, stolnično okrožje in nekatere dele srednjeveškega mesta dovršeno obnovili z novo zasnovo in Speyer se je razvil v eno najpomembnejših turističnih središč v Nemčiji.

9. novembra 2011 je bila posvečena nova sinagoga Beith Shalom v prisotnosti takratnega zveznega predsednika Christiana Wulffa. 

## Glavne znamenitosti
- Domstift - Stolnica v Speyerju
- Altpörtel – Stara mestna vrata
- Gedächtniskirche – Spominska cerkev
- Judovska dvorišče - ostanki srednjeveške sinagoge in nepoškodovani mikve
- Technikmuseum Speyer – Prometni muzej
- Zgodovinski muzej Palatinat

### Zgodovinske javne zgradbe
Na začetku glavne ulice imenovane Maximilianstraße na Domplatz je Mestna hiša, ki je bila zgrajena na mestu, na katerem so potekala od srednjega veka Trutzpfaff. V njej imajo sedež župan in mestni svet.
Tudi zgodovinsko pomemben je zgodovinska Mestna hiša, zgrajena leta 1724. Nahaja se na Maximilianstraße pred vhodom na nekdanji Marktplatz, kjer poteka božični semenj.
Stara tržnica je znana tudi kot "Alte Münze". Sedanja stavba je bila zgrajena leta 1784 kot "Nova veleblagovnici na trgu" na Platz der Münze. Ta stavba za izdelavo kovancev je bila uničena leta 1689, delovala je od leta 1289, v njej je bil tudi sedež kovnice.
Na drugem koncu Maximilianstraße je 55 m visok stolp Altpörtel, zahodna glavna mestna vrata v srednjem veku. Spodnji deli današnjih vrat so bili zgrajeni 1230-1250, zgornje nadstropje z galerijo in 20 m visoka čopasta streha je bilo dodano 1512-1514. Po velikem požaru leta 1708 so bila stara vrata opremljena z novo streho iz skrilavca. V prvem nadstropju je na ogled stalna razstava o zgodovini obzidja v Speyerju.

### Cerkve in samostani
Do uničenja leta 1689, je imel Speyer 15 župnij. Stolnico, samostan St. German in Moritz, samostan St. Guido in Johannes, župnijo Vseh svetih, cerkev St. Stephana v Haußu, svetega Petra vseh svetnikov, sv. Jerneja, sv. Jakoba, sv. Janeza, sv. Jurija, sv. Martina v starem Speyerju, sv. Tilna v predmestju Gilgen, samostan sv. Magdalene v predmestju nad Hasenpfuhl, sv. Marije (kasneje pokopališka kapela, kapela v današnjem Adenauer Park), in sv. Marka pred Marxtor in drugih.
Poleg zgoraj naštetih so bili še Karmeličanski samostan v predmestju Gilgen, Frančiškanski samostan, Dothumbkanerkloster (danes Bistumshaus St. Ludwig), avguštinski samostan, jezuitski kolegij pri stolnici, St. Alexius pred Neupörtel, (v 15. stoletju izgubljen), samostan Svetega groba, samostan sv. Klare v starem Speyerju, Nicholas kapela pri stolnici in kapela 
Z nekaterimi izjemami, so bile cerkve, samostani in kapele mesta poškodovani in uničeni v požarih. 
- Stolnica v Speyerju, v ospredju Sonnenbrücke
- „Kölner Zeichnung“ iz 1606
- Ruševine Heilig-Grab-Kirche
- Risba ruševin Georgskirche
- Risba ruševin Nikolauskapelle
- Risba ruševin samostana Moritz

### Sinagoga
Prva sinagoga v Speyerju je bila v judovski četrti v predmestju. Po težkih napadih na Jude leta 1096, v katerem se je škof zavzel zanje, je bila zgrajena nova judovska soseska v neposredni bližini stolnice na območju današnje židovske četrti. V 12. stoletju je bila zgrajena judovska kopel. Občina, ki je vključeval tudi Speyer, je bila v tistem času ena od najpomembnejših v Svetem rimskem cesarstvu in s Wormsom in Mainzem imenovana SCHUM-Städte. Kljub cesarskim privilegijem je bila skupnost v Speyerju večkrat žrtev izgredov in pogromov, v katerih so Jude umorili in uničili judovsko premoženje. Tako je sinagoga v starem Speyerju padla leta 1195. Dne 22. januar 1349 je bila judovska skupnost popolnoma uničena kot posledica doslej najtežjega pogroma. Preživeli so se vrnili čez nekaj let in do leta 1354 zgradili novo cerkev, ki je bila leta 1435 ponovno uničena. Končno, so se nekaj let kasneje lahko vrnili, vendar so se morali držati strogih pravil. Najkasneje do 1529 je ta skupnost izginila. 1544 je cesar Karel V. predstavil " Große Speyrer Judenprivileg", v katerem je vrnil Judom njihove privilegije. To je omogočilo nastanek nove judovske skupnosti, ki je bila uničena leta 1688. Pri obnovi mesta po 1689 so na ruševinah sinagoge zgradili hiše. Judovska skupnost je ponovno nastala po francoski revoluciji. 1837 je bila podeljena pravica Skupnosti za novo sinagogo, ki je bila zgrajena na mestu nekdanje cerkve sv Jakoba. To sinagogo so uničili med Kristalno nočjo leta 1938. Leta 1996 je bila ustanovljena nova judovska skupnost. Poleg tega so ruševine srednjeveške sinagoge v 1998/1999 izpostavljena in opremljene na območju okoli sinagoge in mikwe, ki je najstarejša v celoti ohranjena nemška mikwe, tako imenovana Judenhof. Na kraju stavbe Judenhof je bil muzej SchPIRA ustanovljen 9. novembra 2010. Dne 9. november 2011 je končno potekala otvoritev sinagoge Beith Shalom (Hiša miru) in s tem povezanega centra judovske skupnosti Porenje -Pfalška. Zgrajena je bila na mestu nekdanje cerkve sv. Guida in je četrta od ustanovitve judovske skupnosti v Speyer.

### Mošeja
2011 dos 2012 je Turško-islamska skupnost v Speyerju-sever postavila mošejo Fatih-Moschee Speyer.

### Muzeji
Zgodovinski muzej Pfalz ima rimske in srednjeveške eksponate iz regije, zlasti ostanke starega Domausstattung in eno najpomembnejših najdb bronaste dobe, zlati klobuk. Odkrit je bil na polju v bližini mesta Schifferstadt v jugozahodni Nemčiji leta 1835. Artefakt je iz tanke zlate pločevine in je služil kot zunanji okras glave.
V neposredni bližini centra mesta je Technik Museum Speyer, ki hrani veliko število tehničnih predmetov zlasti avtomobilov in letal, vključno z Boeingom 747-230 in prototip OK-GLI ruski raketoplan Buran.
Dvema velikima sinovoma mesta so posvečene stalne razstave: Anselm Feuerbach (1829-1880) v Feuerbachhaus in Hans Purrmann (1880-1966) v Purrmannovi hiši. Slednji je namenjen za vizualne umetnosti, nacionalno priznana nagrada mesta Speyer.
Muzej predstavlja SchPIRA arheološke artefakte iz židovskega življenja Speyerja v srednjem veku. V bližini Judenhofa so glavni trije stebri judovske skupnosti, Sinagoga, pokopališče in mikwe.

## Pobratena mesta
Speyer je pobraten z:
- Spalding, Lincolnshire, Velika Britanija, od 1956
- Chartres, Francija, od 1959
- Kursk, Rusija, od 1989
- Ravena, Italija, od 1989
- Gniezno, Poljska, od 1992[7]
- Yavne, Izrael, od 1998
- Rusizi, Ruanda, od 1982/2001
- Ningde, Kitajska, od oktobra 2013 skupaj z:
  -  Worms, Nemčija, od oktobra 2014[8]

## Pomembni meščani
- Johann Joachim Becher (1635–1682), Nemški zdravnik, alkimist, učenjak in avanturist
- Anselm Feuerbach (1829–1880), slikar
- Carl Jakob Adolf Christian Gerhardt (1832–1902), zdravnik
- Henry Villard (1835–1900), nemško-ameriški novinar
- Hans Purrmann (1880–1966), vizualni umetnik
- George Waldbott (1898–1982), nemško-ameriški zdravnik
- Karl Haas (1913–2005), nemško-ameriški glasbeni pedagog
- Alfred Cahn (rojen 1922), glasbenik